# علم التربية النقدي التمهيدي
علم التربية النقدي التمهيدي (بالإنجليزية: Critical Pedagogy Primer)‏ هو كتاب من تأليف جو إل. كينشيلو نشره بيتر لانج. مثل "الكتابات التمهيدية" الأخرى التي نشرها بيتر لانغ، فهو نص تمهيدي حول موضوع علم التربية النقدي يستهدف جمهورًا أوسع باستخدامه لغة أكثر سهولة. يحتوي الكتاب على هوامش عريضة مناسبة لتعليقات القراء، وقد تم تضمين العديد من المصطلحات وتعريفاتها في هذه الهوامش لسهولة الوصول إليها.
لا يقدم كينشيلو موضوع علم التربية النقدي فحسب، بل إنه يبذل جهودًا لتصور مستقبل علم التربية النقدي من خلال مفهومه عن "تطور النقدية" ومجال النظرية النقدية المتغير باستمرار.